# Jordan Meredith
Jordan Meredith (Bowling Green, 4 gennaio 1998) è un giocatore di football americano statunitense che milita nel ruolo di guardia per i Las Vegas Raiders della National Football League (NFL). Al college ha giocato per la Western Kentucky University.

## Carriera universitaria
Meredith, originario di Bowling Green nel Kentucky, cominciò a giocare a football nella locale Bowling Green High School e nel 2016 si iscrisse alla Western Kentucky University (WKU) andando a giocare con gli Hilltoppers che militano nella Conference USA (C-USA) della Divisione I della Football Bowl Subdivision (FBS) della NCAA. Il primo anno fu redshirt, poteva quindi allenarsi con la squadra senza disputare gare ufficiali, poi dal 2017 entrò stabilmente in squadra giocando da riserva 12 partite nell'offensive line o negli special team. Dalla stagione successiva, Meredith diventò titolare fisso giocando nel 2018 tutte le 12 partite e prendendo parte a tutti gli 898 snap stagionali degli Hilltoppers come guardia destra permettendo un solo sack. Meredith si ripeté nella stagione 2019, con 13 partite giocate, 912 snap e 3 sack permessi, e in quella 2020 (12 partite, 764 snap) dove segnò anche il suo unico touchdown in carriera.
| Stagione | Stagione | Stagione   | Stagione   | Stagione | Stagione |
| Anno     | Squadra  | Campionato | Conference | P        | PT       |
| -------- | -------- | ---------- | ---------- | -------- | -------- |
| 2016     | WKU      | FBS Div. I | C-USA      | redshirt | redshirt |
| 2017     | WKU      | FBS Div. I | C-USA      | 11       | 0        |
| 2018     | WKU      | FBS Div. I | C-USA      | 12       | 12       |
| 2019     | WKU      | FBS Div. I | C-USA      | 13       | 13       |
| 2020     | WKU      | FBS Div. I | C-USA      | 12       | 12       |
| Totale   | Totale   | Totale     | Totale     | 48       | 37       |

Fonte: Football DB - In grassetto i record personali in carriera

## Carriera professionistica

### Los Angeles Rams
Meredith non fu scelto nel corso del Draft NFL 2021 e il 1º maggio 2021 firmò da undrafted free agent con i Los Angeles Rams. Il 30 agosto 2021 Meredith fu svincolato dai Rams.

### Las Vegas Raiders
Il 18 febbraio 2022 Meredith firmò coi Las Vegas Raiders. Il 20 luglio 2022, poco prima dell'avvio del campo di allenamento estivo della squadra, i Raiders svincolarono Meredith per poi contrattualizzarlo nuovamente il 25 luglio 2022. Il 30 agosto 2022 Meredith non rientrò nel roster attivo e fu nuovamente svincolato dai Raiders per poi firmare il giorno successivo con la squadra di allenamento. Il 23 settembre 2022 Meredith fu svincolato dalla squadra di allenamento.
Il 30 settembre 2022 Meredith prese parte a dei provini con i Cleveland Browns e il 5 ottobre 2022 con i Seattle Seahawks.

### Cleveland Browns
Il 7 novembre 2022 Meredith firmò per la squadra di allenamento dei Cleveland Browns. Fu svincolato il 22 novembre 2022.

### Las Vegas Raiders (2º periodo)
Il 12 dicembre 2022 Meredith rifirmò per la squadra di allenamento dei Las Vegas Raiders. Fece il suo debutto da professionista nella gara del quindicesimo contro i New England Patriots, unica sua presenza in stagione.
Il 9 gennaio 2023 firmò da riserva/contratto futuro. Nella stagione 2023 Meredith giocó  tutte le 17 gare disputate dai Raiders, una da titolare.
Il 1º aprile 2024 firmó per un altro anno con i Raiders. Iniziò la stagione 2024 considerato come una solida riserva per le varie posizioni della linea offensiva, dietro alle guardie titolari Dylan Parham, Cody Whitehair e Andrus Peat e al centro Andre James. Utilizzato da subentrante nelle prime partite stagionali, nella gara del settimo turno contro i Los Angeles Rams giocò come titolare al posto dell'infortunato Parham e, malgrado la sconfitta 15-20, risultò il miglior offensive lineman dei Raiders. Fu confermato titolare anche per le successive due gare contro Kansas City Chiefs e Cincinnati Bengals: arrivarono altre due pesanti sconfitte che portarono al licenziamento degli allenatori della linea offensiva che aveva evidenziato prestazioni negative, ma Meredith risultò sempre uno dei migliori del reparto, giocando con ottimi risultati sia nel ruolo di guardia destra che di sinistra. Terminò la stagione collezionando 14 presenze, di cui otto come titolare.
Il 7 aprile 2025 rifirmò da exclusive free agent con i Raiders.

## Statistiche

### Stagione regolare
| Stagione | Stagione | Stagione | Stagione |
| Anno     | Squadra  | P        | PT       |
| -------- | -------- | -------- | -------- |
| 2021     | LAR      | 0        | 0        |
| 2022     | LV       | 1        | 0        |
| 2023     | LV       | 17       | 1        |
| 2024     | LV       | 14       | 8        |
| Totale   | Totale   | 32       | 9        |

Fonte: Football Database